# عبد الرحمن البناء
عبد الرحمن بن بطّي البنّاء (1882 - 1955) شاعر وصحفي عراقي. ولد في بغداد. كان بنّاءٌ تحوّل إلى العمل في الصحافة، وصار شعره محور الحركة الوطنيّة أيّام الانتداب البريطاني. له ديوانان ديوان البناء وذكرى استقلال العراق.

## سيرته
ولد سنة 1882م/ 1299 هـ في رصافة بغداد ونشأ فيها. تعلم القراءة والكتابة، وحضر مجالس بغداد الأدبية، في الوقت الذي كان يكسب عيشه في عمل البناء الذي رافقه في صباه وصدر من شبابه، وتحوّل إلى العمل في الصحافة. بعد أن تعلم القراءة والكتابة في الكتاتيب تولى تعليم نفسه وتثقيفها عن طريق التوسع في الاطلاع، والاهتمام بالشعر خاصة، مما أعان على صقل موهبته. شغل مناصب استشارية في فن العمارة في العهدين العثماني والملكي، ولكن شغفه الحقيقي ظل بالشعر والتوجه إلى الأدب والصحافة. 

له شعر كثير نشره في الصحف العراقية، دخل في النادي الوطني الذي أسسه مزاحم الباجه جي في بغداد، والذي يضم جمهرة من الكتاب والسياسيين الموالين لثورة العربية. ساهم في الثورة العراقية سنة 1920 بقصائد كثيرة وصار شعره محور الحركة الوطنية يومذاك، وأصدر جريدة النور ثم جريدة بغداد سنة 1931 وكان مسؤولها الإداري أحمد حامد الصراف. وله مقالات نشرت في الصحف.
توفي سنة 1955م/ 1375 هـ في بغداد.

## شعره
وصفه كامل سلمان الجبوري «شاعر مطبوع، يستهلم أساليب الفصحى يتحذي عليها، وفي شعره نجد العاطفة والبيئة تعبث فيه ألوان من الشعر الجيد.» قال زكي مبارك «وقفت معه على شط دجلة فوق مسناة، فقال أنا الذي بنيت هذه المسناة بيدي ثم استهواني الأدب فهجرت البناية واشتغلت بنظم الشعر.» ذكره عبد العزيز البابطين في معجمه وقال«قصائد متعددة الموضوعات، تخوض تجارب الحياة ما بين السياسة والإصلاح الاجتماعي والمناسبات.. وغيرها، ولكنها تظل سلسة ذات إيقاع سريع متدفق بألفاظ بعيدة عن التكلف. يملك القدرة على الإطالة في القصيد، وفي مطولاته خاصة ميل إلى التشخيص والقصّ، كما أن ممارسته للتخميس والتشطير والتقريظ تقوي جانب التقليدفي شعره.»
فاز بالجائزة الأولى في المسابقة الشعرية التي أقامتها إذاعة لندن (العربية) عام 1941 عن قصيدته حرب الجو. له ديوانان من نظمه أحدهما ديوان البناء 1913 والثاني ذكرى استقلال العراق 1927. لقب بالشاعر الاستقلالي، لكثرة مطالبته باستقلال العراق، حتى لقد سمى الجزء الثاني من ديوانه: ذكرى استقلال العراق.

## وصلات خارجية
- في معجم البابطين